# Односи Србије и Молдавије
Односи Србије и Молдавије су инострани односи Републике Србије и Републике Молдавије.

## Билатерални односи
Дипломатски односи са Молдавијом су успостављени 1995. године.
Амбасада Републике Србије у Букурешту (Румунија) радно покрива Молдавију.
Молдавија је гласала против пријема Косова у УНЕСКО 2015.

### Политички односи
- Традиционално добри и пријатељски, без отворених питања.[1]

### Економски односи
- У 2020.г. робна размена је износила 44.370 мил. долара, извоз 26.12 мил. УСД, а увоз 18.25 мил. долара.
- У 2019. години робна размена је износила 31 милион долара, извоз 19 милиона УСД, а увоз 12 милиона долара.
- У 2018.г. размена роба укупно је вредела 35 милиона долара, извоз 16 мил. УСД, а увоз 19 мил. долара.[3][4]